# Marcello Venusti

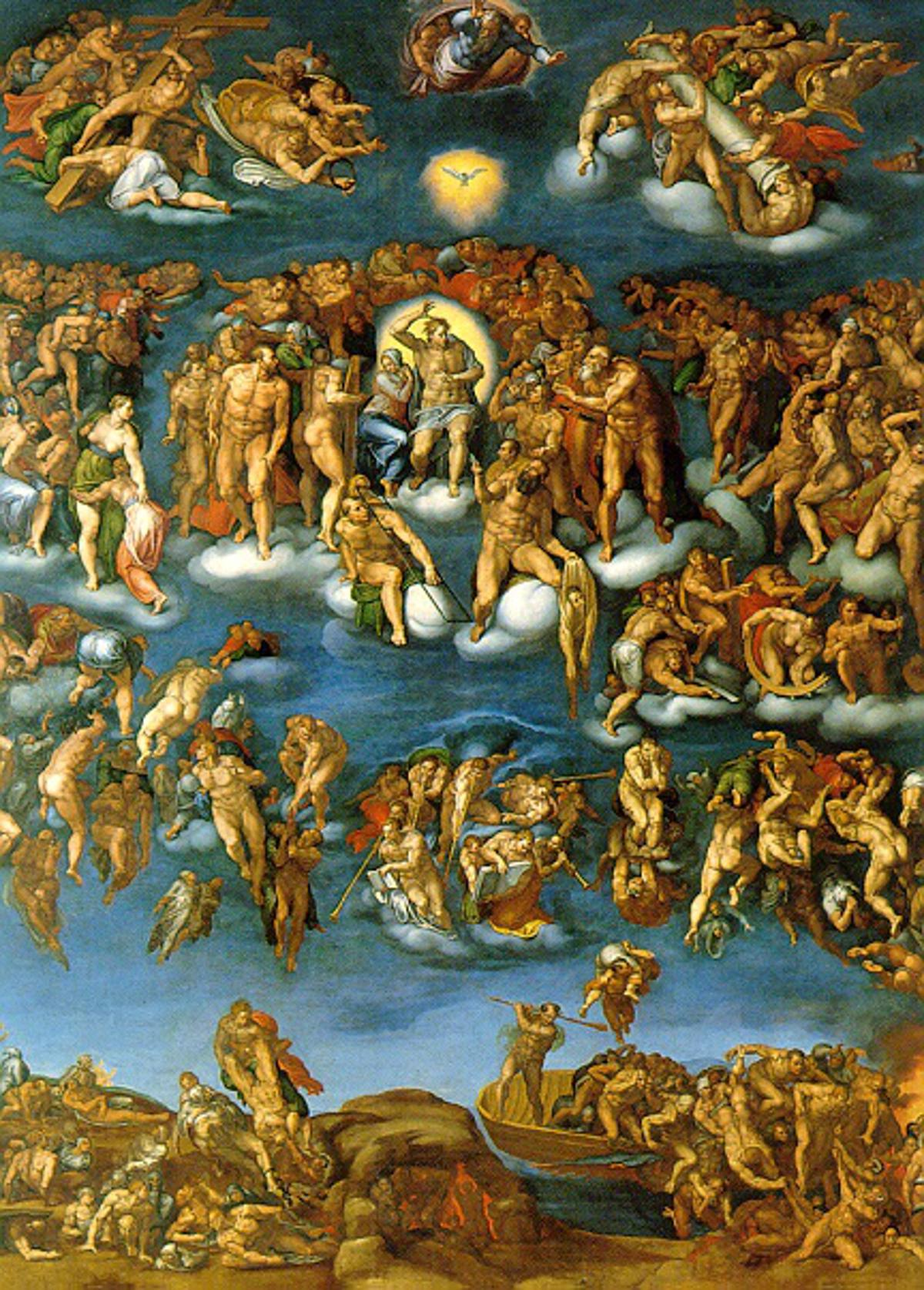
El Juicio Final, réplica reducida del original de Miguel Ángel, Museo di Capodimonte, Nápoles.

Marcello Venusti (n. en Mazzo di Valtellina, cerca de Como, entre 1512 y 1515 - f. en Roma, el 14 de octubre de 1579) fue un pintor italiano del renacimiento cercano al círculo artístico de Miguel Ángel.

## Biografía
Es probable que su formación haya comenzado en Mantua, pero las primeras noticias que tenemos de Venusti lo sitúan como miembro del taller de Perino del Vaga en los años 1540. Su primer encargo importante consistió en copiar a pequeña escala de El Juicio Final de Buonarroti para el cardenal Alessandro Farnese, obra que terminó en 1548. Conservada en el Museo di Capodimonte, la versión de Venusti es hoy un valioso documento, pues muestra el aspecto del gran fresco de Miguel Ángel antes de la alteración de Daniele da Volterra.
La réplica obtuvo la aprobación de Miguel Ángel, con quien Venusti mantuvo una larga relación de amistad, de la que obtuvo beneficios artísticos. En efecto, se especializó en la facturación de copias en pequeño tamaño de las obras de su colega y maestro, para la que muchas veces pudo obtener diseños originales, muchas veces inéditos hasta el momento.

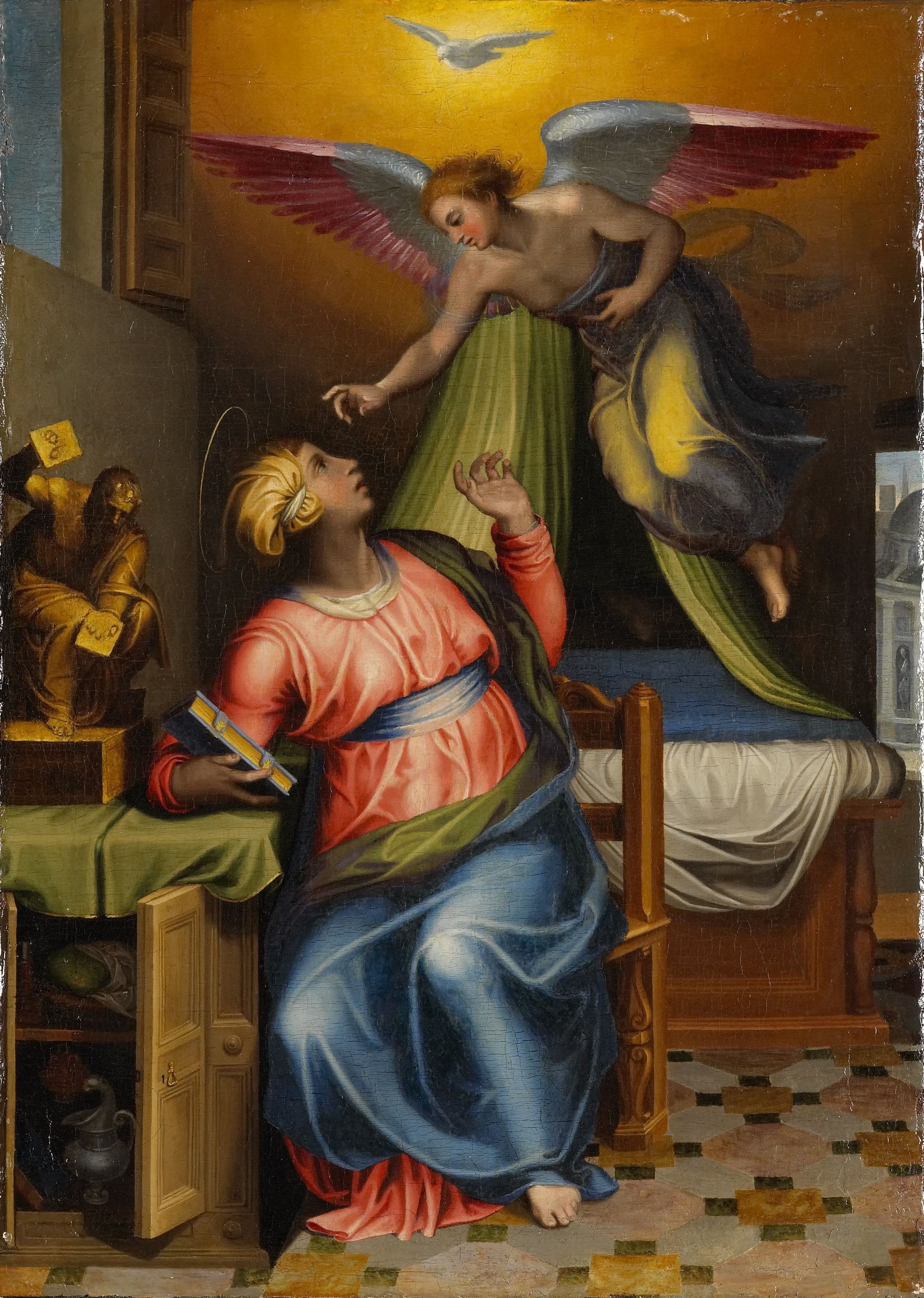
Anunciación, Rijksmuseum, Ámsterdam.

Venusti al parecer buscó divulgar la obra sacra de Miguel Ángel. Sin embargo, sus pinturas son más planas que las originales, con un detallismo miniaturista lejano a la grandeza de sus fuentes. El sentimiento que imprime Venusti a su producción es más sencillo y literal que el de Buonarroti, más profundo y filosófico. A pesar de ello, ambos artistas se sintieron siempre muy cercanos, y prefiguran lo que los expertos denominarán posteriormente como contramaniera.
Venusti también produjo obras de inspiración propia. No se interesó por la estética manieristas, decicándose por el contrario a composiciones sencillas, de carácter naturalista. Su pintura es literal y atenta al detalle, impregnada de un sentimiento religioso de tipo didáctico, que no busca resolver grandes desafíos artísticos. No busca la belleza, al menos de manera evidente, sino que su intención es ilustrar al observador. Su ideología religiosa es afín a la contrarreforma.

## Obras destacadas
- El Juicio Final (1548, Museo di Capodimonte, Nápoles). Réplica en pequeño tamaño del gran fresco de Miguel Ángel.
- Purificación del Templo (c. 1550, National Gallery, Londres)
- Retrato de Michelangelo Buonarroti (Casa Buonarroti, Florencia)
- Anunciación (sacristía, San Juan de Letran, Roma)
- Anunciación (Capilla Cesi, Santa Maria della Pace, Roma). Mencionada por Giorgio Vasari, existe una réplica en el Palazzo Barberini de Roma.
- La samaritana en el pozo (Uffizi, Florencia)
- Cristo portando la Cruz (Palazzo Borghese, Roma)
- Sueño de la Vida Humana y Alegoría del Tiempo (Uffizi, Florencia)
- Crucifixión (Casa Buonarroti, Florencia)
- Anunciación (Musée des Beaux-Arts, Chambéry)
- Cristo en el Huerto de los Olivos (Galería Doria-Panphili, Roma)
- Cristo en el Purgatorio (Palazzo Colonna, Roma)
- San Bernardo pisando al demonio (Pinacoteca Vaticana, Roma)
- Sagrada Familia o Il Silenzio (1565, National Gallery, Londres), también a partir de un diseño original de Miguel Ángel.
- Anunciación (1570, Rijksmuseum, Ámsterdam)